# Леополд (Лотарингия)
Вижте пояснителната страница за други личности с името Леополд.
Леополд Йозеф Лотарингски (на немски: Leopold Joseph von Lothringen, на френски: Léopold Ier de Lorraine; * 11 септември 1679, Инсбрук; † 27 март 1729, Люнéвил) е от 1690 до 1729 г. херцог на Лотарингия.

## Произход
Той е син на херцог Карл V (1643 – 1690) и Елеонора Мария Йозефа (1653 – 1697), дъщеря на император Фердинанд III и Елеонора Гонзага.

## Управление
Когато баща му умира през 1690 г., той става формално херцог на Лотарингия и Бар под регентството на майка му. Тези територии тогава са още окупирани от французите.
Леополд отива във Виена и чичо му Леополд I го възпитава военно. Той расте заедно с двамата си братовчеди Йозеф и Карл, които стават императори като Йозеф I и Карл VI.
През 1694 г. той участва при обсадата на Тимишоара. През 1697 г. получава от французите Лотарингия обратно и отива в столицата си Нанси. Строи дворец и катедрала.
Умира на 49 години след падане от кон по време на лов.

## Брак и деца
Леополд се жени на 13 октомври 1698 г. във Фонтенбло за Елизабет Шарлота Бурбон-Орлеанска (1676 – 1744), дъщеря на херцог Филип I Орлеански и Лизелота фон Пфалц. Те имат тринадесет деца:
- Леополд (* 1699; † 1700)
- Елизабет Шарлота (* 1700, † 1711)
- Луиза Христина (*/† 1701)
- Мария Габриела Шарлота (* 1702, † 1711)
- Луис (* 1704, † 1711)
- Йозефа Габриела (* 1705, † 1708)
- Габриела Луиза (* 1706, † 1709/10)
- Леополд Клеменс Карл (* 1707, † 1723)
- Франц I Стефан (* 1708, † 1765), император на Свещената Римска империя
- Елеонора (*/† 1710)
- Елизабет Тереза (* 1711, † 1741), кралица на Сардиния
- Карл Александер (* 1712, † 1780), херцог
- Анна Шарлота (* 1714, † 1773), абатеса на Ремиремонт и Сен Водру в Монс, коадютор на абатствата Есен и Торн.